# Bazaga
Bazaga este o comună rurală din departamentul Birni N'Konni, regiunea Tahoua, Niger, cu o populație de 26.085 de locuitori (2001).